# Severodvinsk
Severodvinsk (rusko Северодви́нск; IPA: [sʲɪvʲɪrɐdˈvʲinsk]) je mesto na severu Arhangelske oblasti v Rusiji. Leži na delti reke Severne Dvine, 35 km zahodno od Arhangelska, upravnega središča oblasti. Leta 2021 je imelo 157.213 prebivalcev. Zaradi pomembnih vojaških ladjedelnic v mestu je vstop vanj za tujce omejen. Potrebna je posebna dovolilnica.
Do leta 1938 je bilo ime mesta Sudostroj in nato do 1957 Molotovsk.
Po mestu je poimenovana jurišna jedrska podmornica razreda Jasen Severodvinsk.
Vikingi so raziskovali območje okrog Severne Dvine na začetku drugega tisočletja. Do 13. stoletja so britanske in normanske ladje prihajale sem za rudarjenje, krzna in ribolov. Pozneje se je ozračje ohladilo in je dostop do severnih morij postal zaprt. Zgodovinski viri naselbino na mestu današnjega Severodvinska prvič omenjajo leta 1419, ko so Švedi zapluli v zaliv in požgali Nikolo-Korelski samostan, ki je času švedsko-novgorodskih vojn stal na obali. Po tradicionalnem izročilu, je ta samostan ustanovil sv. Efemij, pravoslavni misijonar v Kareliji. Do leta 1471 je bila opatija v ruševinah, vendar sta tega leta v hudi nevihti umrla dva sinova Marfe Boretskaje in njuni trupli je dvanajst dni pozneje naplavilo na obalo v bližini samostana. Po prepričevanju Boretskaje je bil samostan obnovljen, v njem pa sta bila pokopana njena sinova.
24. avgusta 1553 je ladja Richarda Chancellorja dosegla kraj Njonoksa, kjer so se prebivalci ukvarjali s kopanjem soli (mesto je še vedno znano po tradicionalni leseni arhitekturi). Britanski mornarji so obiskali Nikolo-Korelski samostan, kjer so našli presenetljivo odkritje, skupnost mornarjev v talarjih in privez, dovolj velik za več ladij.
V mestu se nahaja ladjedelnica Sevmaš, ki je s 30.000 zaposlenimi največje podjetje v Rusiji. Sevmaš se ukvarja z gradnjo jurišnih in strateških jedrskih podmornic ter z modernizacijo ladij (Admiral Gorškov in Admiral Nahimov). V Severodvinsku je tudi ladjedelnica Zvjozdočka, ki se ukvarja z modernizacijo in vzdrževanjem podmornic.